# نور الدين (اسم)
نور الدين هو اسم علم مذكر عربي، يعني الإيمان الهدي وإشراق الهداية، ومن الشخصيات البارزة التي تحمل هذا الاسم:
- نور الدين بنسودة (مواليد 1963) موظف حكومي مغربي
- نور الدين محمد توب (1968-2009)، متشدد إسلامي إندونيسي ماليزي
- نور الدين مرسلي (مواليد 1970)، رياضي جزائري
- نور الدين النيبت (مواليد 1970)، لاعب كرة قدم مغربي
- نور الدين دميرطاش (مواليد 1972)، سياسي تركي
- نور الدين درويش (مواليد 1973)، لاعب كرة قدم جزائري
- نور الدين الزياتي (مواليد 1974)، لاعب كرة قدم مغربي
- نور الدين جباري (مواليد 1975)، لاعب كرة قدم مغربي بلجيكي
- نور الدين دهام (مواليد 1977)، لاعب كرة قدم جزائري
- نور الدين قاسيمي (مواليد 1977)، لاعب كرة قدم مغربي
- نور الدين عمراني (1978-2011)، مجرم بلجيكي وقاتل فوضوي في هجوم لييج 2011
- نور الدين بن علال (مواليد 1978/89)، مجرم مغربي بلجيكي
- نور الدين البخاري (مواليد 1980)، لاعب كرة قدم مغربي هولندي
- نورالدين سام (مواليد 1982)، لاعب كرة قدم جزائري فرنسي
- نور الدين جيرزيتش (مواليد 1983)، لاعب كرة قدم بوسني
- نور الدين أوبالي (مواليد 1986)، ملاكم مغربي فرنسي
- نور الدين أمرابط (مواليد 1987)، لاعب كرة قدم مغربي هولندي
- نور الدين أسامي (مواليد 1987)، لاعب كرة قدم جزائري فرنسي
- نور الدين إسماعيل (مواليد 1987)، رياضي جزائري فرنسي
- نور الدين أوريليسي (مواليد 1989)، لاعب كرة قدم نيجيري
- نور الدين خان، قائد جيش بنغلاديش
- نور الدين ميدلاجي، سياسي من جزر القمر
- نور الدين الخماري، مخرج أفلام مغربي، موسيقي، مصمم رقصات ومغني
- نور الدين حشوف، لاعب كرة قدم جزائري
- نور الدين (معتقل)، سوري اعتقلته وكالة المخابرات المركزية